# Мартенівська сталь
Марте́нівська сталь — сталь, що її виплавляють з переробного чавуну і сталевого брухту в мартенівських печах. Містить 0,010-0,040% S, 0,010-0,040% P і 0,003-0,008% N2. За способом виплавлення розрізняють мартенівську сталь кислу і осно́вну, за хімічним складом — вуглецеву сталь, низьколеговану і леговану сталь. З мартенівської сталі виготовляють прокат, шестерні, вали, пружини, ресори тощо.
У середині XX століття мартенівська сталь займала 80% всієї сталі, виробленої у світі, на початку ХХІ століття її частка знизилася до кількох відсотків.